# ام‌اس آگوستوس
ام‌اس آگوستوس (به انگلیسی: MS Augustus) یک کشتی بود که طول آن 215.25 بود. این کشتی در سال ۱۹۲۶ ساخته شد.